# Laccophilus ceylonicus
Laccophilus ceylonicus är en skalbaggsart som beskrevs av Zimmermann 1919. Laccophilus ceylonicus ingår i släktet Laccophilus och familjen dykare. Inga underarter finns listade i Catalogue of Life.